# Thí nghiệm Stern–Gerlach

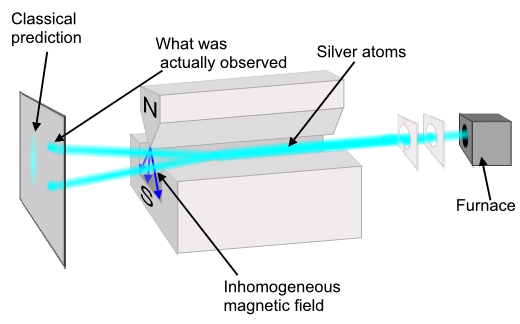
Thí nghiệm Stern–Gerlach: các nguyên tử Bạc bay qua một từ trường không đồng đều và bị lệch hướng lên hoặc xuống phụ thuộc vào spin của chúng.

Thí nghiệm Stern–Gerlach chỉ ra rằng hướng không gian của mômen động lượng bị lượng tử hóa. Nó chứng minh các hệ cấp nguyên tử có những tính chất lượng tử nội tại, và các phép đo trong cơ học lượng tử ảnh hưởng tới hệ đang được đo. Trong thí nghiệm gốc, các nguyên tử bạc được đẩy bay qua một từ trường không đều, làm lệch quỹ đạo của các nguyên tử trước khi chúng chạm tới màn chắn thăm dò. Cũng có thể dùng thay thế bằng các loại hạt khác. Nếu các hạt có mômen lưỡng cực từ liên hệ với spin mômen động lượng của chúng, gradien từ trường sẽ làm lệch chúng khỏi quỹ đạo thẳng. Tuy nhiên, khi quan sát màn chắn lại thấy các điểm tích tụ thành những đám rời rạc hơn là sự phân bố liên tục, do bản chất của spin lượng tử. Về mặt lịch sử, thí nghiệm này mang tính quyết định khi đã thuyết phục được các nhà vật lý về hiện thực lượng tử hóa của mômen động lượng trong mọi hệ vi mô.
Thí nghiệm được các nhà vật lý Đức Otto Stern và Walther Gerlach thực hiện đầu tiên vào năm 1922.

## Miêu tả và cơ sở lý thuyết
Thí nghiệm Stern–Gerlach thực hiện bằng cách đẩy một chùm các hạt đi qua từ trường không đồng đều và quan sát sự lệch quỹ đạo của chúng trên màn chắn. Kết quả cho thấy các hạt sở hữu mômen động lượng lượng tử nội tại mà tương tự như mômen động lượng của các vật thể có chuyển động quay cổ điển, nhưng chỉ nhận các giá trị lượng tử nhất định. Một kết quả quan trọng khác đó là chỉ một thành phần của spin có thể đo được tại một thời điểm, có nghĩa rằng phép đo spin dọc theo trục z làm ảnh hưởng đến thông tin về spin của hạt dọc theo trục x và trục y.
Thông thường thí nghiệm sử dụng các hạt trung hòa điện hoặc nguyên tử. Điều này để tránh thu được độ lệch quá lớn bởi quỹ đạo hạt mang điện đi qua từ trường và cho phép hiệu ứng phụ thuộc vào spin có thể dễ dàng quan sát. Nếu coi hạt là lưỡng cực spin cổ điển, nó sẽ chịu sự tiến động trong từ trường bởi ngẫu lực (mômen xoắn) mà từ trường tác động lên lưỡng cực (xem tiến động cảm ứng từ lưỡng cực). Nếu hạt chuyển động trong từ trường đều, các lực tác dụng lên hai đầu của lưỡng cực sẽ triệt tiêu lẫn nhau và quỹ đạo của hạt không bị ảnh hưởng. Tuy nhiên, nếu từ trường là không đều thi lực tác dụng tại mỗi đầu của lưỡng cực sẽ hơi khác nhau một tý, do vậy tổng hợp lực xuất hiện làm lệch quỹ đạo của hạt. Nếu coi hạt là một vật thể quay cổ điển, thì sự phân bố của vec tơ mômen động lượng spin của các hạt trong chùm sẽ là ngẫu nhiên và liên tục. Mỗi hạt sẽ bị lệch bởi một lượng khác nhau, tạo ra sự phân bố các vết đều đặn trên màn dò. Nhưng thay vì thế, mỗi hạt truyền qua thiết bị của Stern–Gerlach hoặc bị lệch lên hoặc bị lệch xuống bởi một lượng xác định. Đây là phép đo về tính chất lượng tử quan sát được gọi là mômen động lượng spin, minh chứng các kết quả khả dĩ của một phép đo cho tính quan sát được có một tập rời rạc các giá trị hoặc phổ điểm (point spectrum). Mặc dù một số hiện tượng lượng tử rời rạc, như phổ nguyên tử, được quan sát từ trước đấy, thí nghiệm Stern–Gerlach đã cho phép các nhà vật lý lần đầu tiên thực hiện các đo đạc trên trạng thái lượng tử chồng chập một cách thận trọng trong lịch sử khoa học.
Bây giờ các nhà vật lý lý thuyết đã biết rằng mômen động lượng lượng tử của bất kỳ hạt nào có các giá trị rời rạc, mà đôi khi được miêu tả không chính xác là "mô men động lượng bị lượng tử hóa".
Nếu thí nghiệm thực hiện sử dụng các hạt mang điện như electron, thì sẽ có lực Lorentz làm lệch quỹ đạo thành một vòng tròn (xem chuyển động cyclotron). Có thể làm triệt tiêu lực này bằng một điện trường với độ lớn phù hợp hướng ngược với quỹ đạo của hạt mang điện.

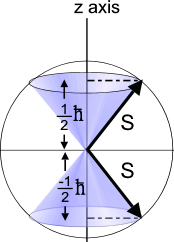
Giá trị spin cho các fermion.

Electron là hạt spin-1⁄2. (Chú ý rằng thí nghiệm Stern-Gerlach đối với các electron là không thể làm được.) Những hạt này chỉ có hai giá trị mômen spin động lượng đo theo một trục bất kỳ, +ħ/2 hoặc −ħ/2, một hiệu ứng kỳ lạ của cơ học lượng tử. Bởi vì giá trị của chúng luôn luôn như nhau, nó được coi như là một tính chất nội tại của electron, và đôi khi gọi là "mômen động lượng nội tại" (để phân biệt với mômen động lượng obitan, mà phụ thuộc vào sự có mặt của những hạt khác).
Để miêu tả thí nghiệm với các hạt spin +1⁄2 bằng toán học, cách dễ nhất là sử dụng ký hiệu bra-ket của Dirac. Khi các hạt bay qua từ trường không đều của thiết bị Stern–Gerlach, chúng được quan sát bằng máy dò cho biết mỗi hạt có spin lên hay spin xuống. Giá trị spin có thể miêu tả bằng số lượng tử mô men động lượng j, nó nhận một trong hai giá trị có thể là +ħ/2 hoặc −ħ/2. Khi thực hiện quan sát (đo đạc) động lượng dọc trục z chính là tương ứng với toán tử Jz. Trong ngôn ngữ toán học, trạng thái ban đầu của hạt bằng
{\displaystyle |\psi \rangle =c_{1}\left|\psi _{j=+{\frac {\hbar }{2}}}\right\rangle +c_{2}\left|\psi _{j=-{\frac {\hbar }{2}}}\right\rangle },
với hằng số c1 và c2 là các số phức. Trạng thái spin ban đầu có thể chỉ theo hướng bất kỳ. Bình phương của giá trị tuyệt đối (|c1|2 và |c2|2) cho xác suất đo được một trong hai giá trị của j đối với hệ có trạng thái ban đầu {\displaystyle |\psi \rangle }. Các hằng số cũng phải được chuẩn hóa sao cho xác suất tìm được của một trong hai giá trị phải đảm bảo nhỏ hơn hoặc bằng đơn vị. Tuy thế, thông tin này chưa đủ để xác định các giá trị của c1 và c2, bởi vì chúng là các số phức. Do vậy phép đo chỉ thu được bình phương độ lớn các số, mà các nhà vật lý coi đó là biên độ xác suất.

## Thứ tự thí nghiệm
Nếu chúng ta ghép nối các thiết bị Stern–Gerlach, chúng ta dễ dàng thấy rằng chúng không hoạt động như các bộ chọn lọc đơn giản, nhưng làm thay đổi trạng thái quan sát (như trong phân cực photon), tuân theo các định luật của cơ học lượng tử:

## Lịch sử

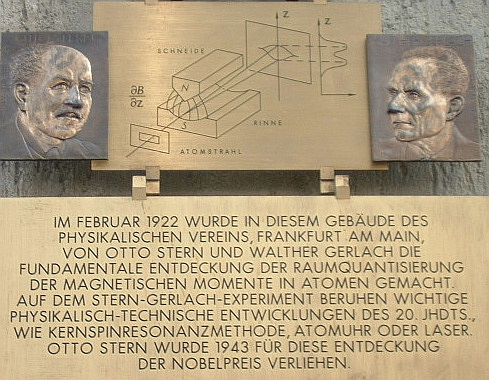
Tấm biển kỷ niệm thí nghiệm ở Viện Frankfurt.

Thí nghiệm Stern–Gerlach được thực hiện ở Frankfurt, Đức năm 1922 do Otto Stern và Walther Gerlach tiến hành. Thời điểm đó Stern đang là trợ lý của Max Born tại Viện Vật lý lý thuyết của đại học Goethe ở Frankfurt, và Gerlach là trợ lý tại Viện Vật lý thực nghiệm của cùng đại học.
Tại thời gian thí nghiệm, mô hình nổi bật nhất miêu tả nguyên tử là mô hình Bohr, trong đó coi các electron bay quanh các hạt nhân mang điện tích dương ở những obitan nguyên tử hay mức năng lượng rời rạc. Do electron bị lượng tử hóa chỉ ở những vị trí nhất định trong không gian, sự tách thành những quỹ đạo phân biệt được coi như là sự lượng tử hóa không gian. Thí nghiệm Stern–Gerlach có ý nghĩa kiểm tra giả thuyết Bohr–Sommerfeld khi cho rằng hướng của vec tơ mô men động lượng của một nguyên tử bạc bị lượng tử hóa.
Chú ý rằng thí nghiệm tương tự đã được thực hiện từ vài năm trước đó bởi Uhlenbeck và Goudsmit trong mục đích chứng minh giả thuyết của họ về sự tồn tại của spin electron. Mặc dù kết quả của thí nghiệm Stern−Gerlach về sau là khớp với tiên đoán của cơ học lượng tử cho các hạt có spin-1⁄2, nên coi thí nghiệm này ban đầu có mục đích kiểm chứng cho lý thuyết Bohr–Sommerfeld.
Năm 1927, T.E. Phipps và J.B. Taylor thực hiện lại thí nghiệm với các nguyên tử hiđrô trong trạng thái nền, do đó loại bỏ bất kỳ nghi ngờ còn lại nào về hiệu ứng do bởi bản thân các nguyên tử Bạc. (Trong phương trình Schrödinger phi tương đối tính năm 1926 đã tiên đoán không đúng về mô men từ của hiđrô là bằng 0 trong trạng thái nền. Để sửa lại kết quả này, Wolfgang Pauli giới thiệu ra ba ma trận Pauli mang tên ông, nhưng sau đó Paul Dirac chỉ ra vào năm 1928 bằng phương trình tương đối tính của ông.)
Ban đầu thí nghiệm được thực hiện với một nam châm điện cho phép tạo ra một từ trường không đồng đều dần dần từ giá trị 0. Khi trường có giá trị 0, các nguyên tử bạc tập trung thành một dải trên tấm kính chắn. Khi điều chỉnh trường cho mạnh dần lên, phía giữa của dải bắt đầu rộng dần ra và cuối cùng tách làm hai, do vậy hình ảnh trên tấm kính trông giống như vết son môi, với một lỗ ở giữa, và khép lại ở hai điểm đầu cuối. Ở giữa, nơi từ trường đủ mạnh để tách chùm làm hai, về mặt thống kê có một nửa số nguyên tử bạc đã bị làm lệch hướng bởi từ trường không đều.
Nhà hóa học Dudley R. Herschbach nhớ lại lời kể của Stern khi ông nói về kết quả bất ngờ quan sát được:
"Sau khi làm bay hơi các nguyên tử bạc trong lò và mở van cho chúng bay qua từ trường, Gerlach gỡ tấm kính màn chắn. Nhưng ông không nhìn thấy dấu vết của các nguyên tử bạc và đưa lại cho tôi. Cùng với Gerlach nhìn qua vai tôi khi tôi nhìn gần vào tấm, chúng tôi đã ngạc nhiên khi thấy sự xuất hiện dần dần của dấu vết chùm nguyên tử…. Cuối cùng chúng tôi đã hiểu ra điều gì đã xảy ra. Lúc đó tôi là một trợ lý giáo sư. Lương của tôi quá thấp để có thể mua được loại xì gà tốt, do vậy tôi hút loại xì gà kém chất lượng. Loại này chứa rất nhiều lưu huỳnh, do vậy khói thuốc thở ra từ tôi lên tấm kính đã biến Bạc thành Bạc sulfide, mà nó có màu đen và dễ dàng nhìn thấy được. Nó giống như tráng một cuốn phim ảnh."

### Đánh giá về thí nghiệm
"Thông qua sự sắp đặt thí nghiệm thông minh của họ, Stern và Gerlach không những chứng tỏ [bằng mắt] về sự lượng tử hóa không gian của các nguyên tử trong một từ trường, mà còn chứng minh nguồn gốc lượng tử của dòng điện và sự liên hệ của nó với cấu trúc nguyên tử."
—Arnold Sommerfeld (1868–1951) 
"Thành tựu hấp dẫn nhất tại thời điểm này đó là thí nghiệm của Stern và Gerlach. Sự sắp xếp của các nguyên tử mà không có va chạm thông qua trao đổi bức xạ là không đầy đủ dựa trên phương pháp lý thuyết hiện tại; sẽ phải mất hơn 100 năm để cho các nguyên tử sắp xếp như thế. Tôi đã thực hiện một tính toán nhỏ về hiệu ứng này với [Paul] Ehrenfest. [Heinrich] Rubens coi kết quả thí nghiệm là hoàn toàn chắc chắn."
—Albert Einstein (1879–1955)
"Tôi sẽ rất cảm ơn nếu ông (Gerlach) và Stern có thể cho tôi biết, trong một vài dòng, rằng ông giải thích các kết quả thí nghiệm theo cách là do các nguyên tử chỉ định hướng song song hoặc phản song song, chứ không phải như thông thường trong từ trường, mà có thể cung cấp lý thuyết giải thích cho cách lập luận thứ hai."
—Niels Bohr (1885–1962)